# Enrique Espert
Enrique Espert (1945 - Montevideo, 23 de diciembre de 2023) fue un murguista, empresario y sindicalista uruguayo.

## Biografía
Hijo de Domingo Espert, tuvo tres hermanos: Eduardo, Eddie y Graciela Espert, también vinculados a las actividades empresariales, el carnaval y el sindicalismo.
Espert se dedicó al transporte y como empresario fue director de una empresa de camiones.
También con su hermano Eddie se dedicaron al turf, participando activamente en la dirección del Harás Gavroche, donde llegaron a poseer decenas de caballos.
Vinculado a la murga Los Saltimbanquis, que creó su padre. Dicha agrupación de carnaval logró dos terceros y dos cuartos premios, un quinto, 18 segundos y 12 primeros premios, en sus 35 años de presentaciones.
En 2014 fue la presidencia de la Comisión Directiva de Directores Asociados de Espectáculos Carnavalescos Populares del Uruguay (DAECPU) cargo que desempeñó hasta 2023.
En 2018 fue dirigente de los Vendedores de Diarios y Revistas. 
Falleció el 23 de diciembre de 2023 a los 78 años, por neumonía, sus restos se encuentran en el Cementerio del Buceo en Montevideo.